# Baía Formosa
Baía Formosa est une municipalité brésilienne appartenant à la microrégion du littoral sud de l'État de Rio Grande do Norte.